# Dichapetalum cymulosum
Espèce
Synonymes
- Chailletia chartacea C.H.Wright[1]
- Dichapetalum chartaceum (Wright) De Wild.[1]
- Dichapetalum riparium Engl.[1]
- Dichapetalum subuncinatum Engl.[1]

Dichapetalum cymulosum est une espèce de plantes à fleurs de la famille des Dichapetalaceae et du genre Dichapetalum selon la classification phylogénétique.

## Découverte et description
Dichapetalum cymulosum est une liane de 3 à 4 mètres. Présente en Afrique de l'Ouest, elle est très fréquente dans la région de Kribi au Cameroun, où elle a été recueillie plusieurs fois par Bos et Breteler. 